# ТЕС Хараре
17°50′44.6″ пд. ш. 31°1′54.5″ сх. д. / 17.845722° пд. ш. 31.031806° сх. д.
ТЕС Хараре — теплова електростанція в Зімбабве, розташована в столиці цієї країни місті Хараре.
Як і інші теплові електростанції Зімбабве, ТЕС в Хараре відноситься до конденсаційних та розрахована на використання вугілля. Перші генеруючі потужності з'явились тут у 1942 році (Station 1). Цей об'єкт видавав 21 МВт та пропрацював до 1970-го, коли був виведений з експлуатації. На той час тут вже існували ще дві черги:
- споруджена в 1946—1955 роках Station 2 потужністю 75 МВт, яка мала дев'ять котлів та шість парових турбін (дві по 7,5 МВт, дві по 10 МВт та дві по 20 МВт);
- введена в експлуатацію у 1957—1958 роках Station 3, котра складалась із двох турбін по 30 МВт.

Станом на середину 2010-х п'ять котлів та три турбіни Station 2 були демонтовані, а сама вона з серпня 2014-го не працювала після вибуху на одному з котлів. Існували плани її відновлення та модернізації, проте головною проблемою було віднайдення джерела фінансування проекту.
ТЕС продовжувала роботу своєю третьою чергою. В 2011 році генератор агрегату № 1 вийшов з ладу, проте в 2016-му його повернули до роботи. Станом на 2017-й Station 3 працювала з потужністю 40 МВт, чого вдалось досягти після ремонту та введення в дію другого котла. Планувалось також відремонтувати третій котел, що дозволило б досягти номінальної потужності у 60 МВт.